# The Last Shot
Pour plus de détails, voir Fiche technique et Distribution.
The Last Shot est un film américain réalisé par Jeff Nathanson, sorti en 2004.

## Fiche technique
- Titre : The Last Shot
- Réalisation : Jeff Nathanson
- Scénario :  Jeff Nathanson, d'après un article écrit par Steve Fishman
- Musique : Rolfe Kent
- Photographie : John Lindley
- Montage : David Rosenbloom
- Production : Larry Brezner & David Hoberman
- Sociétés de production : Morra, Brezner, Steinberg and Tenenbaum Entertainment, Burro Productions & Touchstone Pictures
- Société de distribution : Buena Vista Pictures
- Pays :  États-Unis
- Langue : Anglais
- Format : Couleur - Dolby Digital - DTS - SDDS - 35 mm - 1.85:1
- Genre : Comédie, Policier
- Durée : 93 min
- Date de sortie : 24 septembre 2004

## Distribution
- Matthew Broderick (VF : Bernard Gabay) : Steven Schats
- Alec Baldwin (VF : Bernard Lanneau) : Joe Devine
- Toni Collette (VF : Marie Vincent) : Emily French
- Tony Shalhoub (VF : Michel Fortin) : Tommy Sanz
- Calista Flockhart (VF : Natacha Muller) : Valerie Weston
- Tim Blake Nelson (VF : Lionel Tua) : Marshal Paris
- Buck Henry (VF : Michel Derville) : Lonnie Bosco
- Ray Liotta (VF : Eric Herson-Macarel) : Jack Devine
- Ian Gomez : Agent Nance
- Troy Winbush (VF : Daniel Lobé) : Ray Dawson
- Glenn Morshower (VF : Jean-Jacques Moreau) : Agent McCaffrey
- James Rebhorn (VF : Pierre Dourlens) : Abe White
- Evan Jones (VF : Jérôme Pauwels) : Troy Haines
- W. Earl Brown (VF : Gilles Morvan) : Willie Gratzo
- Jon Polito (VF : Michel Barbey) : Wally Kamin
- Joan Cusack (VF : Déborah Perret) : Fanny Nash
- Russell Means : lui-même
- Pat Morita  : lui-même
- Daniel Morton : fils de Nicky
- Robert Evans : lui-même
- Eric Roberts : lui-même

Source et légende : Version française (VF) sur le carton du doublage français sur le DVD zone 2.